# Le Scienze
Le Scienze è una rivista mensile di divulgazione scientifica, edizione italiana di Scientific American. Oltre che alla scienza di base, presta particolare attenzione alle ricadute tecnologiche e filosofiche della scienza e al progresso tecnico.
Fu fondata nel 1968 con la collaborazione di Alberto Mondadori e Felice Ippolito.
La rivista ha tra le sue caratteristiche la provenienza di buona parte degli articoli dagli USA e il livello elevato della trattazione (molto spesso gli autori degli articoli sono dei premi Nobel). Per lungo tempo la rivista è stata incentrata su lunghi articoli monografici. Di solito un articolo per ogni numero della rivista era scritto in Italia, mentre gli altri erano traduzioni di articoli da Scientific American; in seguito si è cercato di inserire anche brevi articoli di attualità sul mondo scientifico.
Fu diretta per anni dallo stesso Ippolito, e ha ospitato rubriche fisse di vari personaggi noti, tra cui Martin Gardner (enigmi e giochi matematici), Douglas Richard Hofstadter (Temi Metamagici), Piergiorgio Odifreddi, Edoardo Boncinelli e Tullio Regge, oltre ai problemi mensili Rudi Matematici.
Edita da GEDI Gruppo Editoriale, è diretta da Marco Cattaneo, che nel gennaio 2009 ha preso il posto di Enrico Bellone.
La redazione de Le Scienze cura inoltre  Mind, un periodico di psicologia e neuroscienze.

## La posizione sulla politica energetica italiana
Ippolito era reduce da una vicenda giudiziaria che negli anni precedenti l'aveva visto contrapporre (come presidente del CNEN) la sua idea di ricerca pubblica, finalizzata all'autonomia energetica nazionale, contro gli interessi particolari dell'industria e di poteri politici che intendevano speculare sull'industria petrolifera italiana. Per questo volle creare una rivista  (ispirata ai modelli di divulgazione americani) che mettesse al primo posto il progresso scientifico e tecnologico. Alcuni affermano che però in questo modo furono trascurate le ricadute politiche e sociali della scienza, che non sempre può essere vista come neutrale.
Ancora oggi il problema della dipendenza energetica dell'Italia è frequentemente riproposto, con articoli di informazione sui progressi della tecnologia nucleare e delle fonti energetiche alternative, oltre che con critiche alle speculazioni politiche che spesso accompagnano l'argomento.

## Iniziative editoriali
- Per il cinquantenario 1968-2018 Le Scienze ha deciso di rilegare in un volume 35 articoli scelti fra tutta la sua produzione, dalla nascita della rivista all'anno corrente di pubblicazione. Uscito a dicembre 2018 in allegato con la rivista, contiene articoli di rilevante spessore scritti da rinomati esperti del settore, fra cui anche Albert Einstein, Daniel Kahneman, Stephen Jay Gould, Carl Sagan, Luigi Luca Cavalli-Sforza, Vera Rubin e Stephen Hawking.[5]
- Da settembre 2016 Le Scienze ha avviato insieme a La Repubblica la pubblicazione di 12 volumi della serie I Manga delle Scienze tradotti in italiano, con lo scopo di «studiare e capire fisica, biologia, matematica e molto altro ancora con i fumetti, in modo rigoroso e divertente allo stesso tempo».[6]

- Da gennaio 2019 la decennale collana La Biblioteca delle Scienze viene sostituita da Frontiere, una raccolta mensile di 12 saggi scientifici scelti e di recente pubblicazione, al fine di aggiornare sulle ultime novità in campo scientifico e «accompagnare i lettori alle frontiere della scienza».[7]

- Da febbraio 2021 viene inaugurata la collana I Paradossi della Scienza: 20 volumi monotematici, ciascuno dedicato ad un particolare paradosso «inquadrandolo nel contesto storico in cui è stato enunciato e fornendo informazioni sull’autore e sugli scienziati che si sono cimentati nella spiegazione».[8]